# 中島護發動機
中島護發動機（日语：まもりエンジン）乃日本中島飛機公司研發製造的氣冷式星型飛機用活塞發動機，採複列14汽缸、底置凸輪軸（over head valve，縮寫成OHV）、離心式機械增壓的配置}，中島內部代號為「NK7」；大日本帝國陸軍和大日本帝國海軍共同命名成Ha-103（日语：ハ103）。
另外，中島飛機團隊在開發新引擎——18汽缸的「超級護引擎」(海軍編號為NK10；陸軍編號為Ha-217；海軍和陸軍共同編號為Ha-46)時，仍然大量沿用護發動機的既有設計經驗，包括汽缸尺寸、排氣管等散熱配置、火星塞位置等，因此兩者相當雷同。

## 概要
1930年代後期中島飛機開始投入該具發動機的研發工作，原本預訂搭載於天山艦上攻擊機、深山轟炸機，不過因為油耗表現不佳、冷卻問題、震動問題等，生產200具之後停產。
1942年，機械工程師開始研製輸出二千至三千匹馬力引擎，以護發動機發展為18汽缸星形引擎，預定命名為超級護，海軍和陸軍共同制定編號為Ha-46，同年7月中，Ha-46試驗引擎亮相，隨後開始研製Ha-46不同改良型號引擎，翌年12月海軍進行運轉試驗審查引擎性能，雖然該引擎整體性能(3,000匹馬力)比起譽引擎更突出，但是對於NK10引擎沿用護引擎的零件(汽缸尺寸、排氣管等散熱配置、火星塞位置等)安全性帶來更多隱憂問題，只是下令繼續生產和研製各種改良型譽引擎和加快研製中島NK11引擎，而Ha-46引擎僅有完成6台。

## 規格 (NK7A)
- 型式：氣冷複列式14汽缸星型引擎
- 排氣量：44.9公升
- 全長：1,816mm
- 外徑：1,390mm
- 缸徑×行程：155mm×170mm
- 乾燥重量：905公斤
- 壓縮比：6.5：1
- 機械增壓器：離心式1段2速
- 供油方式：化油器
- 額定馬力：
  - 一速全開：1,750hp / 2,500rpm / 高度1,400公尺
  - 二速全開：1,600hp / 2,500rpm / 高度4,900公尺
- 起飛馬力：1,870hp / 2,600rpm

## 規格 (NK10A)
- 型式：氣冷複列式18汽缸星型引擎
- 排氣量：57.7公升
- 全長：2,600mm
- 外徑：1,380mm
- 缸徑×行程：155mm×170mm
- 乾燥重量：1,350公斤
- 額定馬力：
  - 一速全開：2,700hp / 2,500rpm / 高度2,000公尺
  - 二速全開：2,450hp / 2,500rpm / 高度5,500公尺
- 起飛馬力：3,000hp / 2,600rpm

## 主要搭載機種
- 天山艦上攻擊機
- 深山轟炸機

## 內部連結
- 中島飛機

## 外部連結
- （日語）中島の発動機について（页面存档备份，存于）